# Общество Шумахера
Общество Шумахера (англ. The E. F. Schumacher Society) – экономическая и экологическая организация (Грейт Баррингтон, шт. Массачусетс, США). Общество основано в 1980 г. и названо в честь английского экономиста, основоположника «буддийской экономики» Эрнста Фридриха Шумахера.
Целью организации является достижение экономически и экологически стабильного общества.
Обществом ежегодно проводится цикл лекций Шумахера (Annual E. F. Schumacher Lectures).
В состав общества входит библиотека, включающая личное книжное собрание Э. Ф. Шумахера.